# Sangeang

Pulau Sangeang. - Links oben: Satellitenaufnahme der NASA (1985). - Rechts oben: Lage von Sangeang im Nordosten der Insel Sumbawa. - Unten: Lage von Sangeang im Bereich der Kleinen Sundainseln.

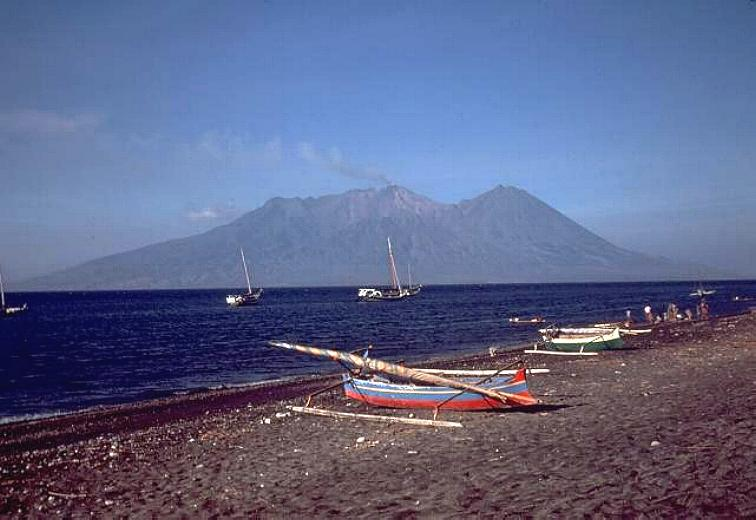
Pulau Sangeang, im Jahre 1985 aus etwa 8 Kilometern Entfernung vom Ufer der benachbarten Insel Sumbawa aufgenommen. In der Mitte der aktive Vulkan Doro Api, von dessen Gipfel eine Rauchwolke abzieht, rechts der erloschene Vulkan Doro Muntai

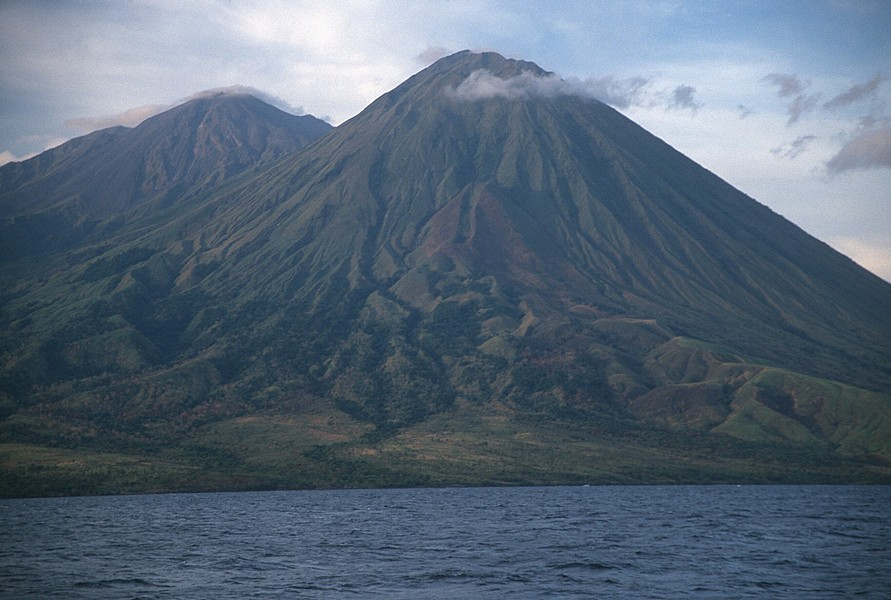
Pulau Sangeang von Süden. Im Vordergrund der erloschene Doro Muntai, hinten der aktive Doro Api

Sangeang (indonesisch Pulau Sangeang) ist eine Vulkaninsel in Indonesien. Sie liegt etwa 8 Kilometer vor der Nordostküste der Insel Sumbawa. Administrativ gehört Sangeang zum Regierungsbezirk (Kabupaten) Bima im Osten der Provinz West-Nusa Tenggara.

## Geographie
Die beinahe kreisrunde Insel Sangeang ist in nord-südlicher Richtung etwa 16 km lang und in west-östlicher Richtung etwa 13 km breit. Ihre Fläche beträgt 153 km². Sie besteht aus dem obersten Bereich eines vom Meeresboden insgesamt rund 3950 Meter ansteigenden Vulkans, der sich als komplex gestalteter Zwillingsvulkan fast 2000 Meter aus dem Meer erhebt. Die Insel ist von einem Saumriff auf einem Sockel aus schwarzem Sand umgeben.
Innerhalb einer alten Caldera, die in Resten im Norden und Westen der Insel noch erkennbar ist, hat sich der 1949 m hohe tätige Vulkan Doro Api aus andesitischen und basaltischen Laven aufgebaut. Er ist einer der aktivsten Vulkane der Kleinen Sundainseln. Die Aktivitäten beginnen oftmals mit heftigen Explosionen, mit denen auf dem Gipfel die älteren Magmamassen weggesprengt werden. Nicht selten gehen dabei Glutwolken zu Tal. Danach folgt eine oft monatelang anhaltende strombolianische Tätigkeit. Die am Ende jeden Ausbruches austretende Lava füllt den Schlot erneut bis zum Überlaufen aus und verhindert die Bildung eines eingesunkenen Gipfelkraters. In den Ruhepausen treten intermittierende Dampfschwaden auf.
Seit dem Jahre 1512 bis zur letzten bekannten Tätigkeit im Jahr 2018 wurden mit zunehmender Häufigkeit insgesamt 20 Ausbrüche registriert. Einer der heftigsten Ausbrüche begann im Jahr 1985. Innerhalb von einem Monat wurden die 1250 Einwohner nach Sumbawa evakuiert. In einer breiten Rinne am Westhang des Vulkans, die auf der Satellitenaufnahme deutlich zu sehen ist, gingen Glutwolken und Lavaströme zu Tal. Der Ausbruch dauerte bis 1988.
Ebenfalls einer der heftigsten Ausbrüche begann am 30. Mai 2014. Durch die dabei entstandene Aschenwolke, die in den darauffolgenden Tagen bis zu 20 Kilometer Höhe aufstieg und über 3000 Kilometer weit nach Osten und Südosten trieb, wurde der Flugverkehr im östlichen Indonesien und nördlichen Australien vorübergehend eingestellt. Nach dem Einsturz einer Lavasäule gingen Glutwolken zu Tal; eine dieser Glutwolken ergoss sich in das Meer. Am 17. Juni 2014 wurde die Gefahrenstufe von 3 (von maximal 4) auf 2 reduziert.
Auf der Südflanke des Doro Api erhebt sich der ältere 1795 m hohe erloschene Doro Muntai, der wiederum, etwa auf halber Höhe des südlichen Abhangs, einen kleinen Nebenkrater besitzt. Hinzu kommt ein kleiner adventiver Kegel unweit der Nordküste.

## Klima und Vegetation
Klimatisch leidet die Insel unter dem trockenen Ostmonsun. Ähnlich wie im Osten von Sumbawa und auf den Inseln zwischen Sumbawa und Flores (darunter Komodo und Rinca) breiten sich in den heißen und trockenen Küstengebieten savannenartige Grasflächen mit Strauchbewuchs aus. In den höheren Lagen, soweit diese von vulkanischen Auswirkungen verschont geblieben sind, zieht sich rings um die kahlen Gipfel ein Gürtel aus Bergwäldern, der nur in einigen Tälern in tiefere Regionen reicht.

## Bevölkerung
Die Zahl der auf Sangeang lebenden Bewohner wird auf etwa 1700 geschätzt. Es sind überwiegend Nachkommen von eingewanderten Bugis aus Süd-Sulawesi. Wegen des immer heftiger gewordenen Vulkanausbruchs, der im Jahre 1985 begann, wurden sie auf Anordnung der Regierung zu Anfang des Jahres 1986 auf die benachbarte Insel Sumbawa evakuiert. Für die insgesamt 286 Familien wurde ein neues Dorf erbaut, das den Namen Sangeang Darat erhielt („Darat“ bedeutet „Land“). Jede Familie erhielt einen Hektar Land. Nach dem Ende des Vulkanausbruchs wurde die Rückkehr nach Sangeang aus Sicherheitsgründen verboten. Dennoch kehrten viele Familien nach Sangeang zurück, um ihren Viehbestand und ihre Gärten zu versorgen.
Die einzige nennenswerte Ansiedlung auf Sangeang ist ein kleines Dorf an der Westküste, das in älteren Karten aus der niederländischen Kolonialzeit mit dem Namen Gunungapi („Vulkan“) eingezeichnet ist. In hoch aufgelösten Satellitenbildern ist an der Südwestküste das aus primitiven Hütten bestehende Küstendorf Bontoh eingezeichnet. Nur hier erkennt man einen bescheidenen Landbau, aufgeteilt in kleinen Feldern. Es besteht ein Tauschhandel mit der Insel Sumbawa, in welchem  hauptsächlich Reis und Zucker eingeführt werden. Der Name Gunungapi wird gegenwärtig nicht mehr genannt. Das Innere von Sangeang ist unbewohnt.
Eine bescheidene Einnahmequelle ist der Tourismus, der jedoch nur von Individualisten ausgeübt wird: Sangeang gilt als ein Taucherparadies. Von Reiseveranstaltern wird der Kontrast zwischen intakten Korallenriffen mit bunten Meerestieren und dem Untergrund aus dunklem Vulkansand hervorgehoben. Taucher haben von Stellen mit austretenden Gasblasen und untermeerischen heißen Quellen berichtet, die das Wasser in der Umgebung auf 37 bis 39 °C erwärmen würden. Unterkunftsmöglichkeiten bestehen wohl nur in Bontoh.